# Vierwindstrekenbrug
De Vierwindstrekenbrug (brug nr. 381) is een vaste brug in Amsterdam-West.

## Ligging
De verkeersbrug is gelegen in de Jan van Galenstraat en overspant de Admiralengracht. In de omgeving van de brug ligt ten noordoosten het Erasmuspark. In het noordwesten liggen de sportvelden aan de Joos Banckersweg, in het eerste decennium van de eenentwintigste eeuw omzoomd door woningbouw.

## Specificaties
Het ontwerp van de brug is afkomstig van Piet Kramer, die zijn stijl van de Amsterdamse School volledig kon uitoefenen. De brug laat een mengeling zien van baksteen en natuursteen (graniet); er zijn siersmeedijzeren balustrades (met in de zomer bloembakken eraan) en er zijn beeldhouwwerken. Aan de zuidzijde van de brug bevinden zich aan beide zijden een inpandige zitjes. De kiosk/het brughuisje (ook een onderdeel van Kramers ontwerpen, zie de Brug 415, Parnassusbrug), die op de tekening stond werd niet gebouwd. Overigens eindigde de bemoeienissen van Kramer niet bij de brug alleen; de noordwestkant die overloopt naar het Erasmuspark, kreeg ook een ontwerp van Kramer. De beelden van Hildo Krop die te bewonderen zijn op de bruggenhoofden representeren de vier windstreken:
- Een Eskimo met wapen geflankeerd door iglo en twee walrussen, staande voor het koude Noorden (op het noordoostelijk brughoofd);
- Een Afrikaanse krijger/jager met speer en schild geflankeerd door een hut en twee leeuwen, staande voor het Zuiden (op het zuidoostelijk brughoofd);
- Een Chinese stuwadoor/havenarbeider geflankeerd door een pagode op (de) Chinese muur en twee stoomschepen, staande voor het (Verre) Oosten (op het zuidwestelijk brughoofd);
- Een telefonerende (Amerikaanse) hoekman/beurshandelaar met bolhoed en aktetas geflankeerd door een kantoor, handelskoersen en twee auto's, staande voor het Westen (geplaatst op het noordwestelijk brughoofd).

Het betreft in alle gevallen beeltenissen van werkende mannen. Feitelijk komen ze grotendeels overeen met de situaties in de betreffende windstreek (geografisch, vanuit Nederland gezien), in elk geval ten tijde van realisatie van de brug, hoewel er ook groepen cultureel en etnisch verwante staten en/of volken in gezien kunnen worden, los van geografische windstreken. Zo ligt de gehele Westerse Wereld niet daadwerkelijk alleen in het westen, maar is deze cultuur (inmiddels) verspreid over de hele wereld aanwezig. 
Op de muren aan weerszijden van de trap naar het Erasmuspark (aan de noordwestzijde van de brug) zijn ook twee beeldhouwwerken te vinden, hier van de hand van Jan Trapman: een tijger en een ijsbeer die eveneens symbool staan voor verre, exotische oorden. 
Ook zijn er nog twee beelden enigszins verdekt opgesteld: aan weerszijden onderaan de trappenpartij naar het Joos Banckersplantsoen (aan de noordoostzijde van de brug). Hier treft men een knielende moeder met kind aan van Jaap Kaas en staand naakt van Hubert van Lith.

## Gemeentelijk monument

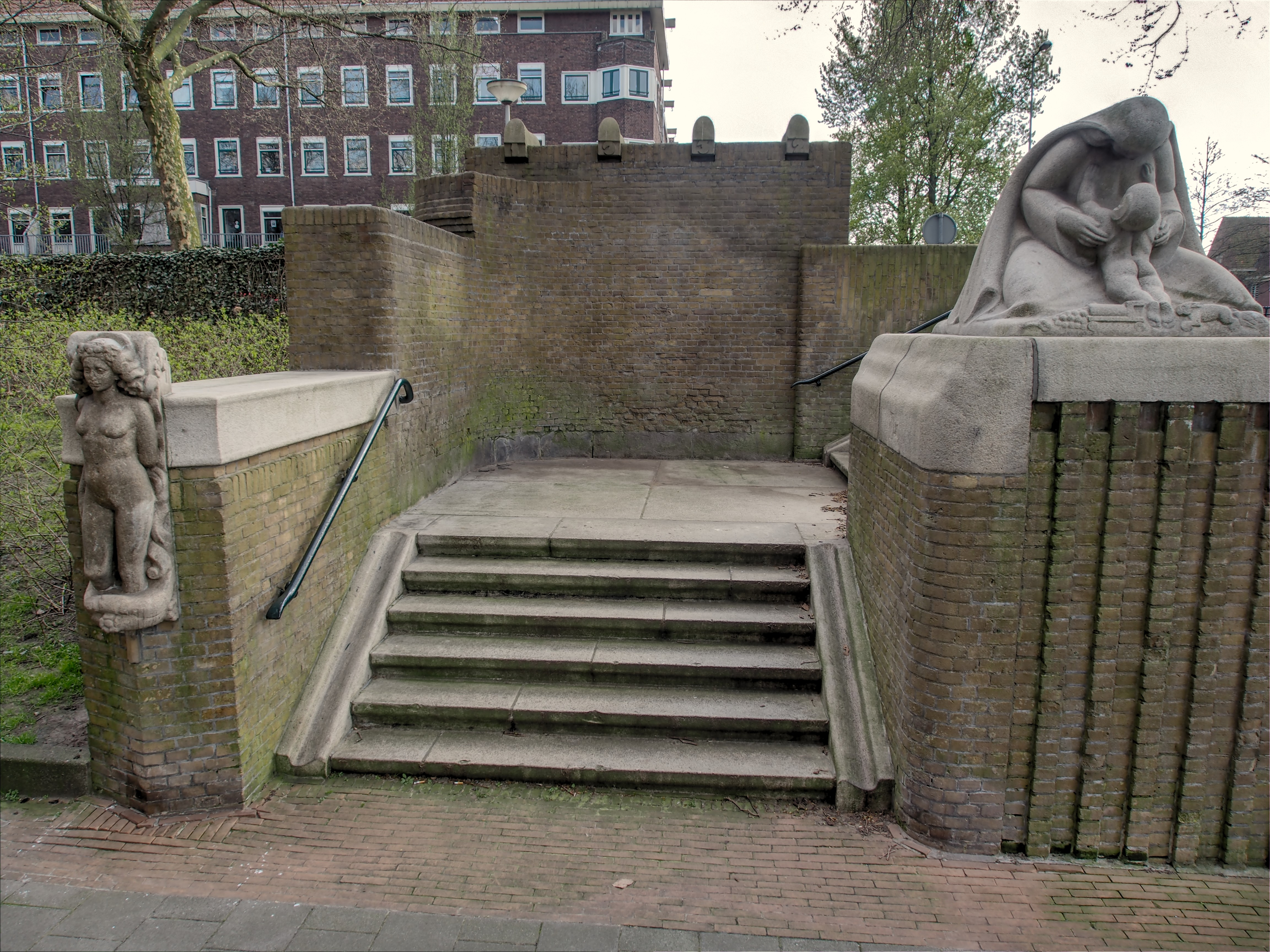
Trappenpartij Noordoostzijde

Het weergegeven tijdsbeeld met vrouwen die de vruchtbaarheid representeren en mannen die het werkende leven vertegenwoordigen komt uit een stijlperiode die inmiddels achter ons ligt aangezien e.e.a. inmiddels op meerdere vlakken aan verandering onderhevig geweest. Het is in elk geval een uiterst fraai en gaaf exemplaar in de unieke Amsterdamse collectie van expressionistische bruggen, en tevens een schoolvoorbeeld van een brug die dankzij vergelijkbare realisatieperioden naadloos samenvalt met de bebouwde omgeving. Er is sprake van één integraal ontworpen geheel, grotendeels in vergelijkbare stijlfamilies. De brug koppelt bovendien het Erasmuspark in de noordwesthoek als een groene loper aan de woonomgeving aan de oostkant van de Admiralengracht, en heeft de status van gemeentelijk monument.

## Realisatie
Plannen voor het leggen van de brug dateren van ongeveer 1931. De Jan van Galenstraat liep toen tot wat nu de Admiralengracht is, die destijds hier eindigde. Doordat het plan was die gracht noordwaarts door te trekken, werd een brug daaroverheen noodzakelijk, want al eerder was besloten dat de Jan van Galenstraat een hoofdverkeersader zou worden. Dit is mede terug te vinden in de breedte van de Brug 382 (Jan van Galenbrug) en Beltbrug. De kosten werden toen ingeschat op 240.000 gulden. In 1933 zou de brug klaar zijn. De brug lag als een pukkel in het landschap, want de Jan van Galenstraat ten westen van de brug werd pas in 1935 klaar gemaakt voor rijstroken.
De brug ging jarenlang naamloos (slechts als brug 381) door het leven, en kreeg (pas) in 1996 haar naam: refererend aan de vier windstreken, gevisualiseerd in de beelden van Krop.

## Fotogalerij

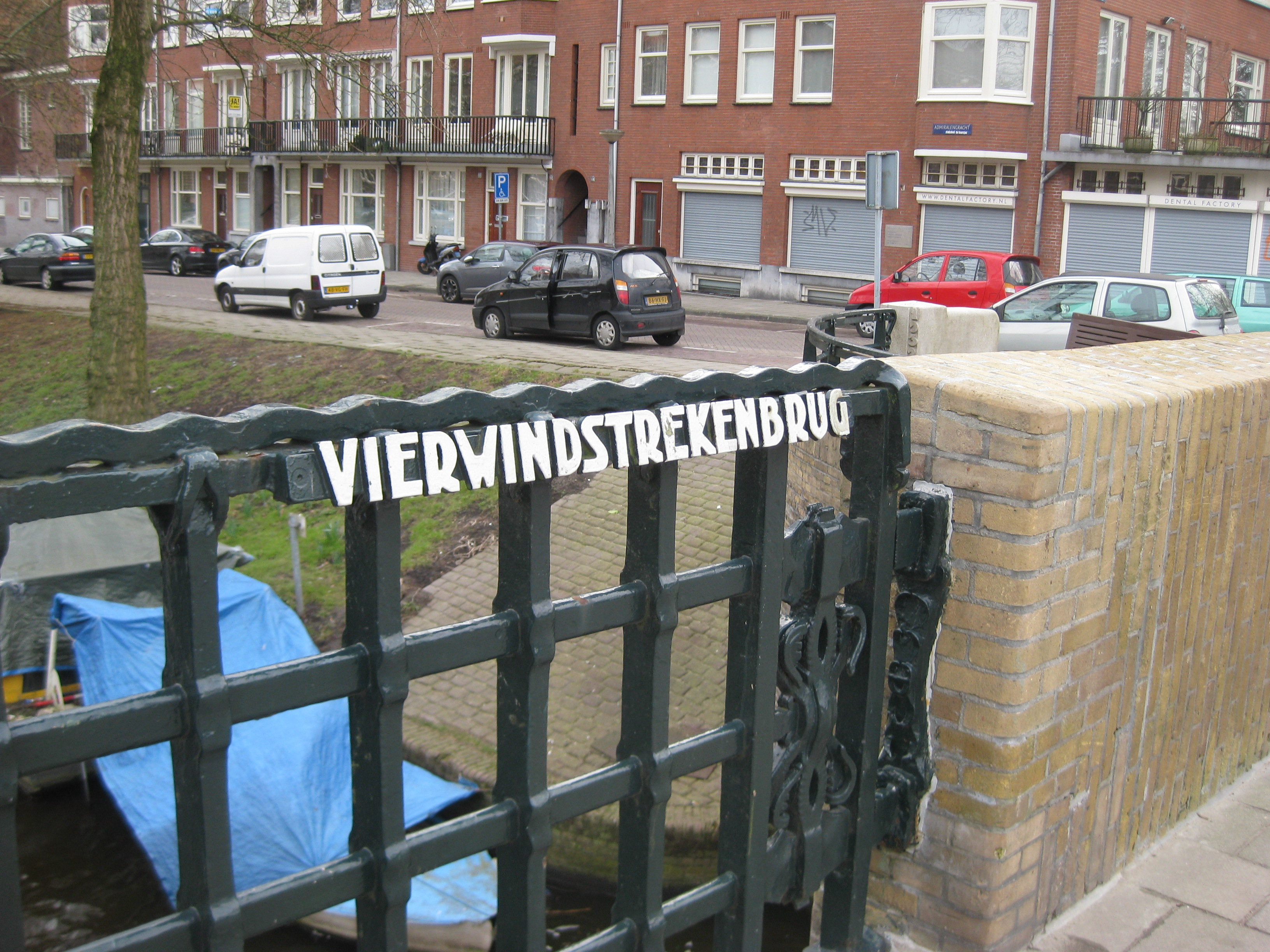
Vierwindstrekenbrug
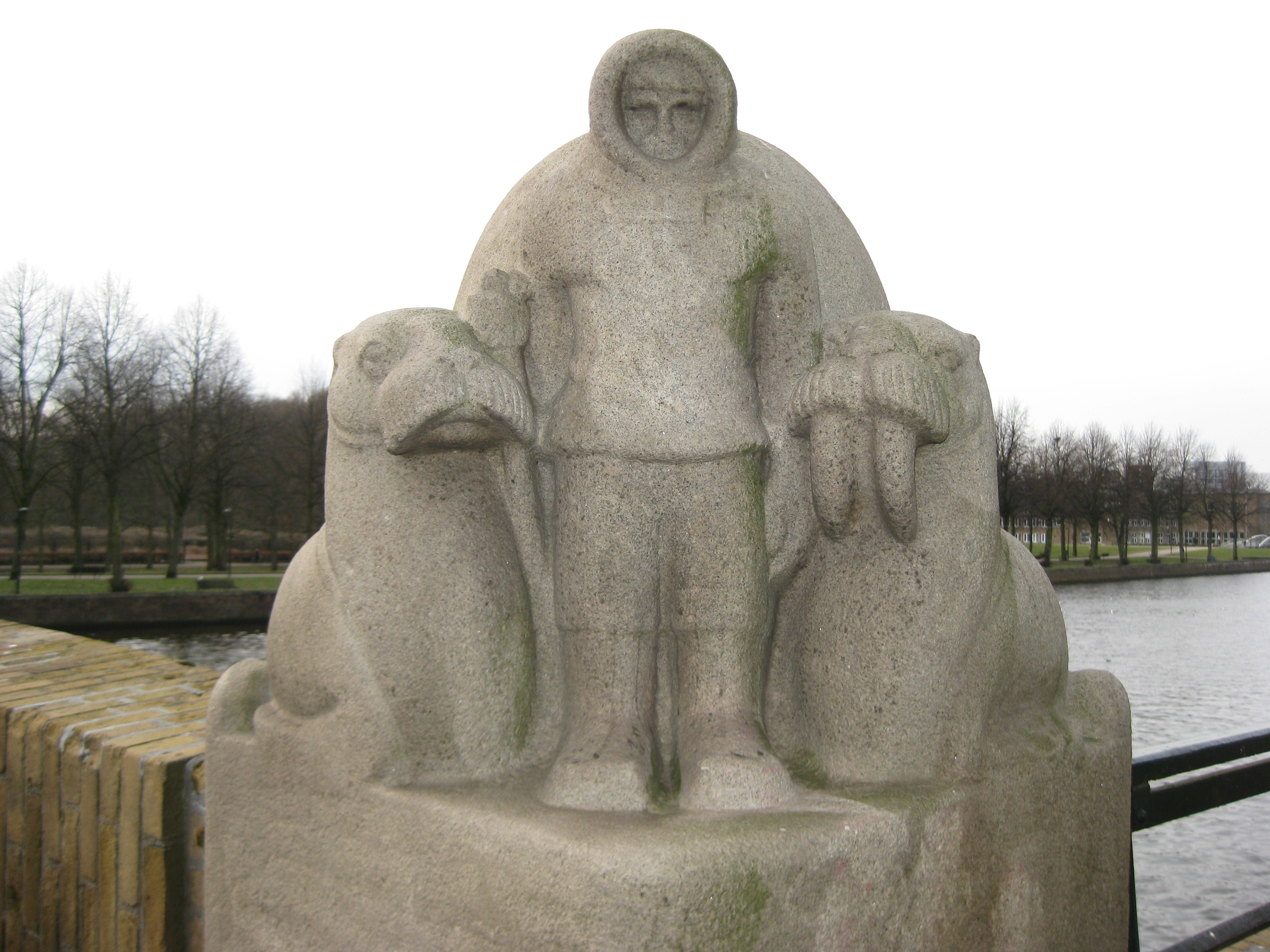
Het Noorden, Hildo Krop
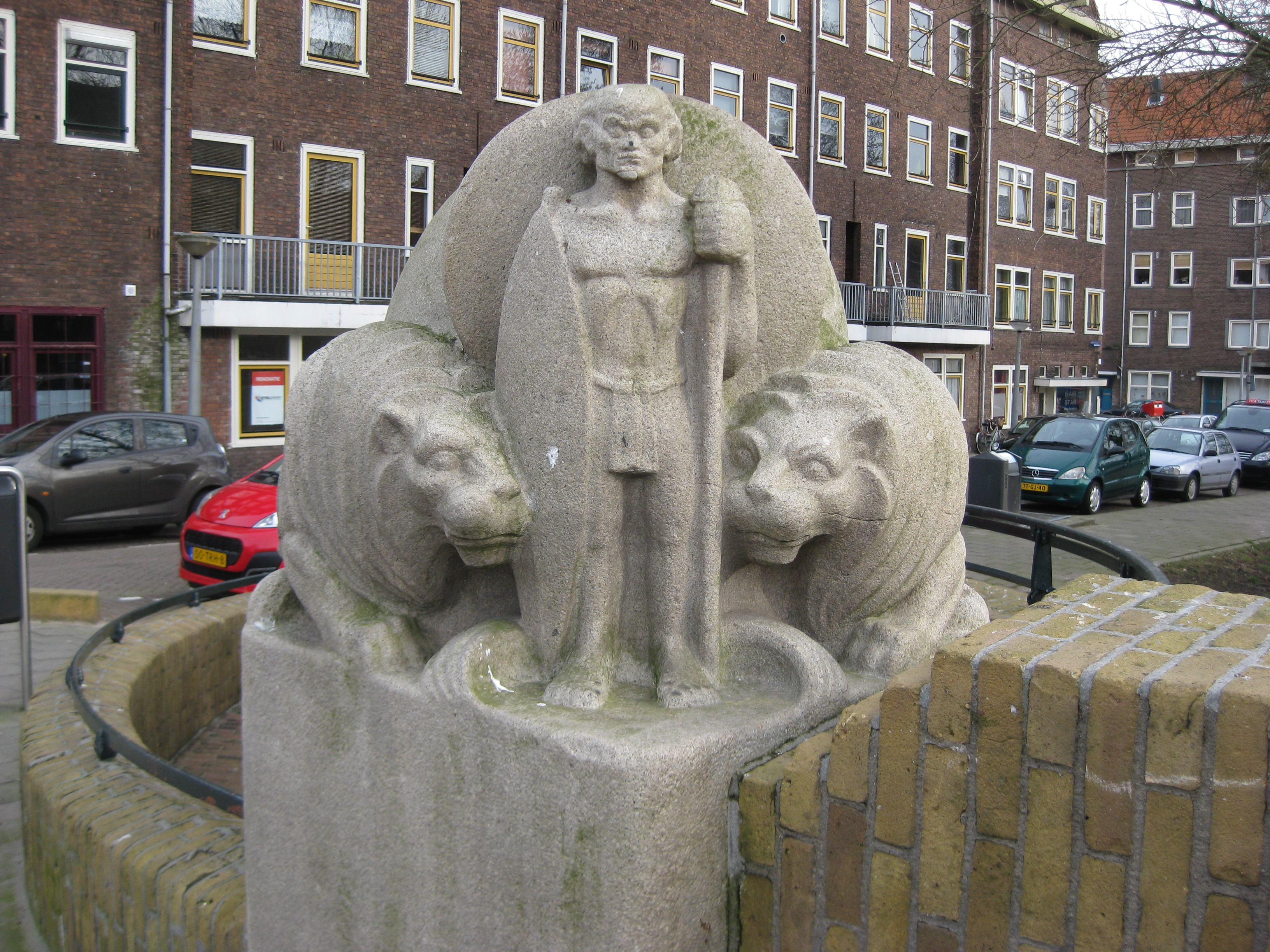
Het Zuiden, Hildo Krop
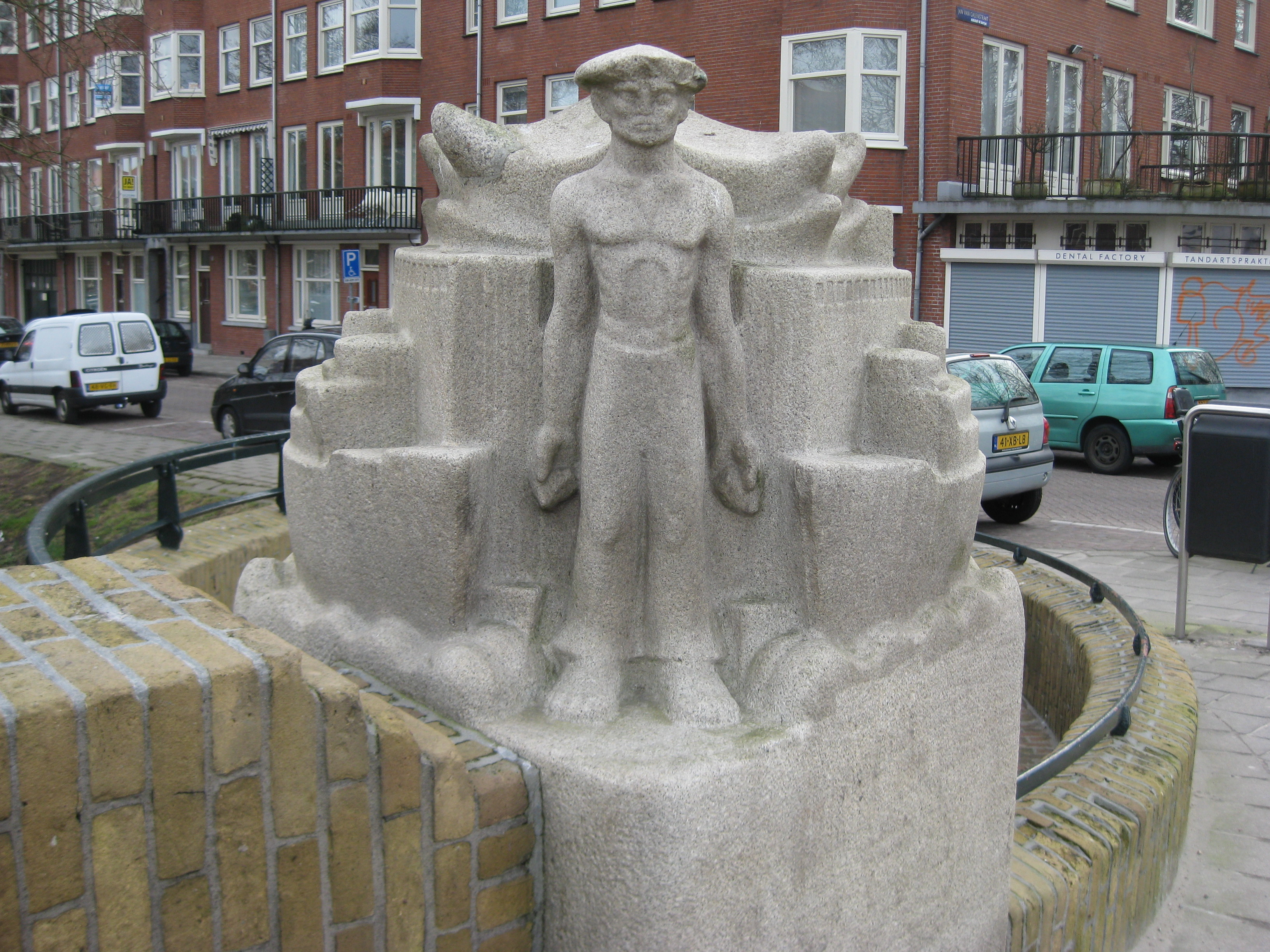
Het Oosten, Hildo Krop
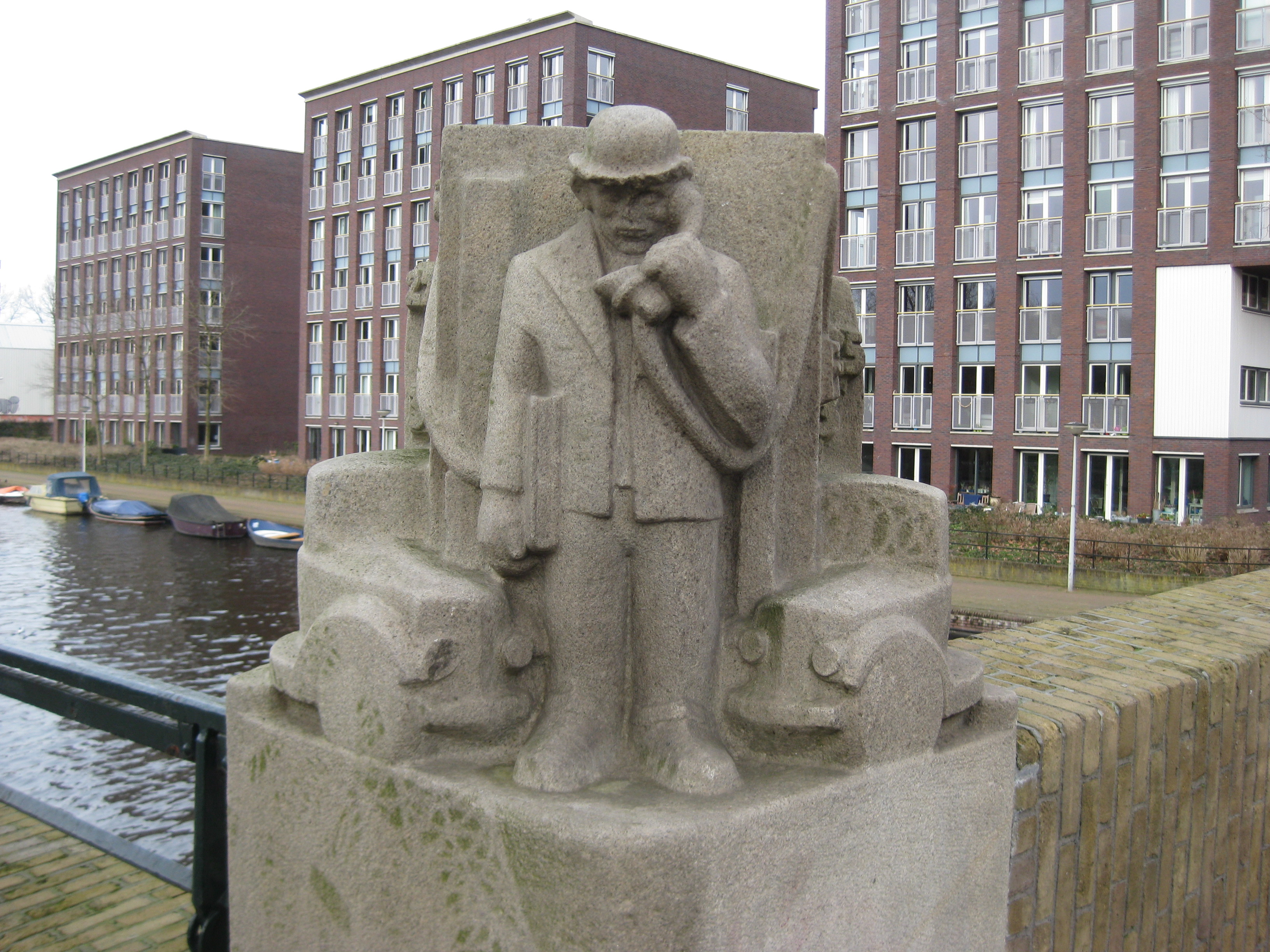
Het Westen, Hildo Krop
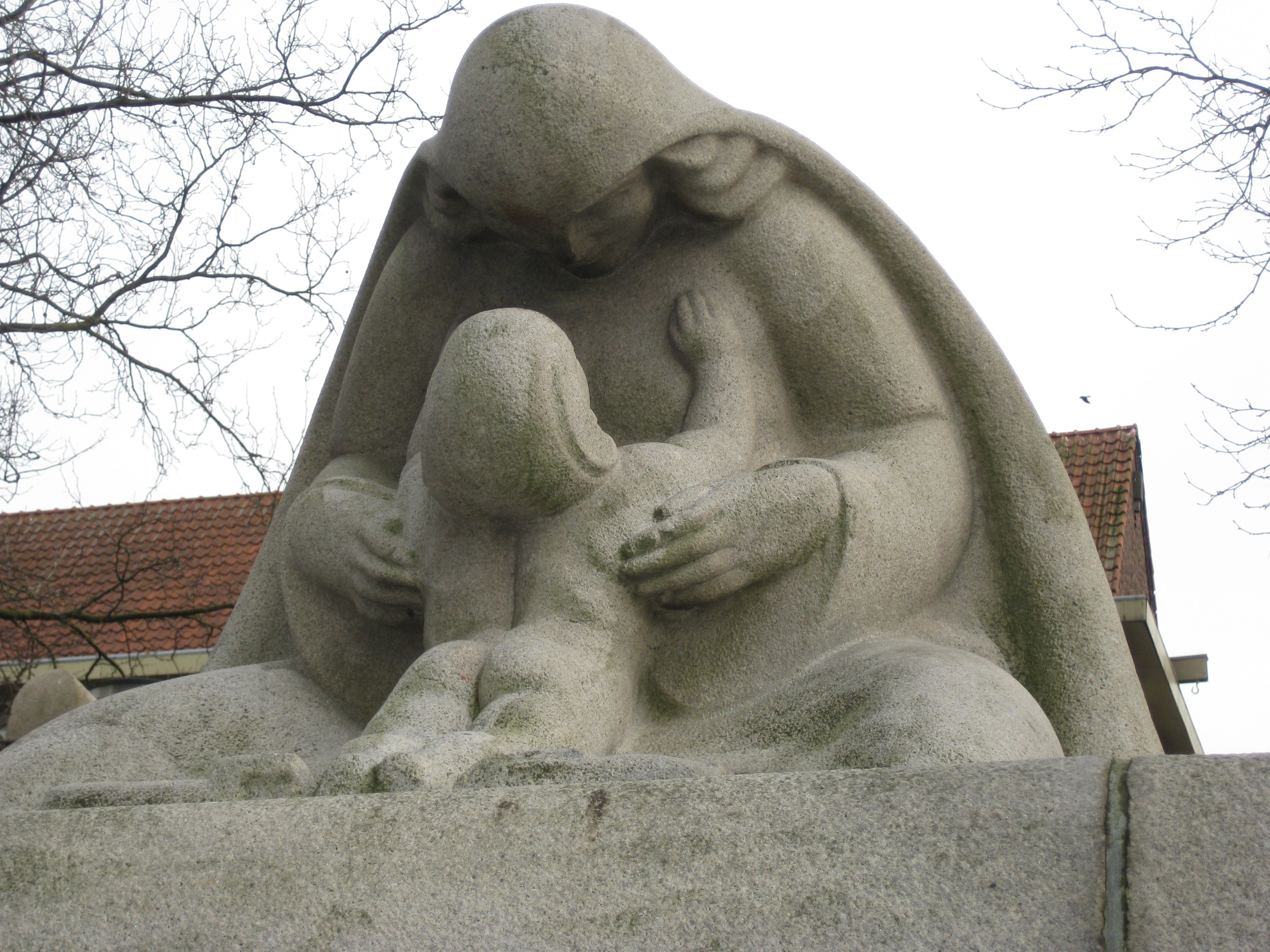
Moeder met kind, Jaap Kaas
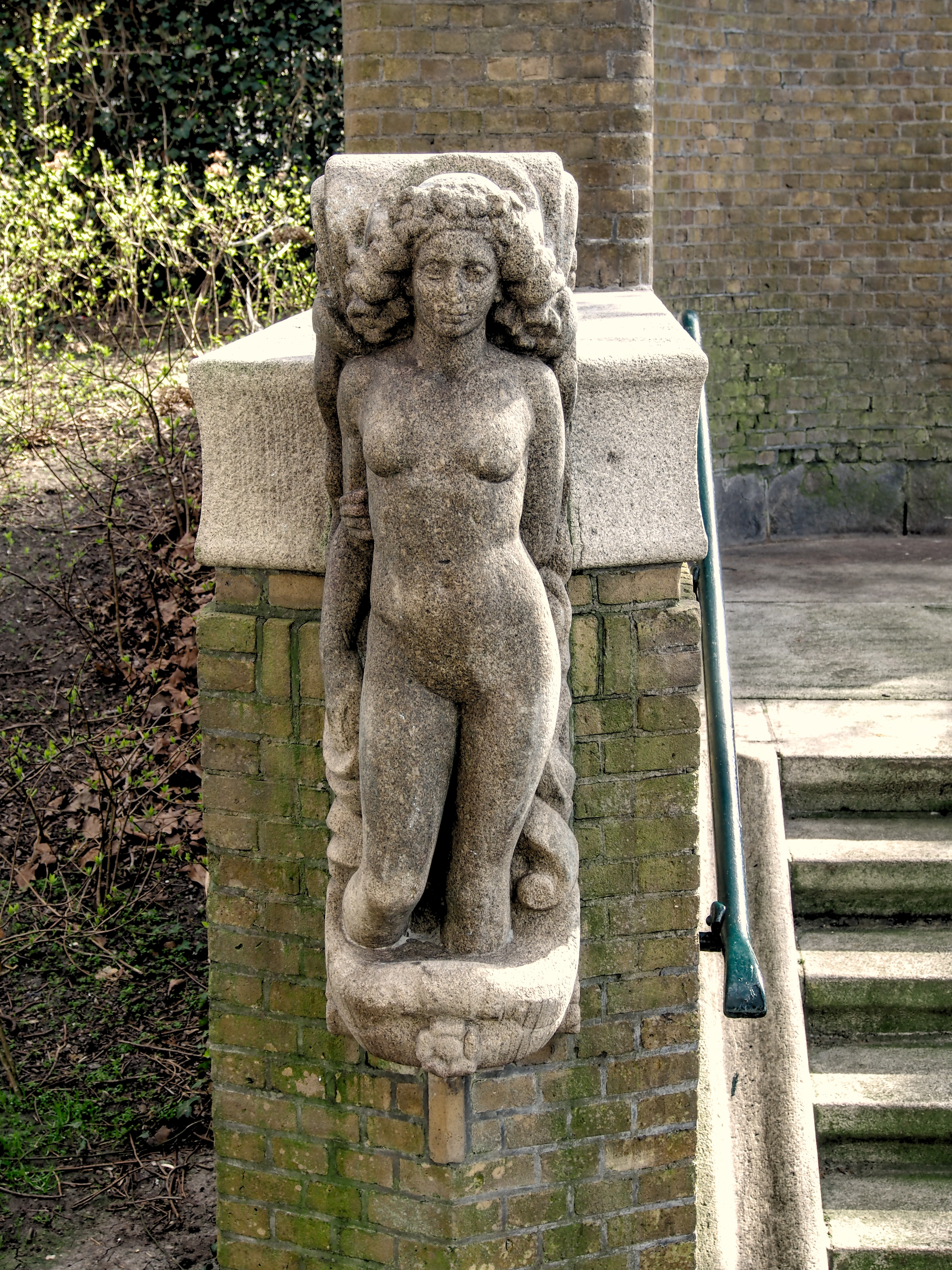
Staand naakt, Hubert van Lith
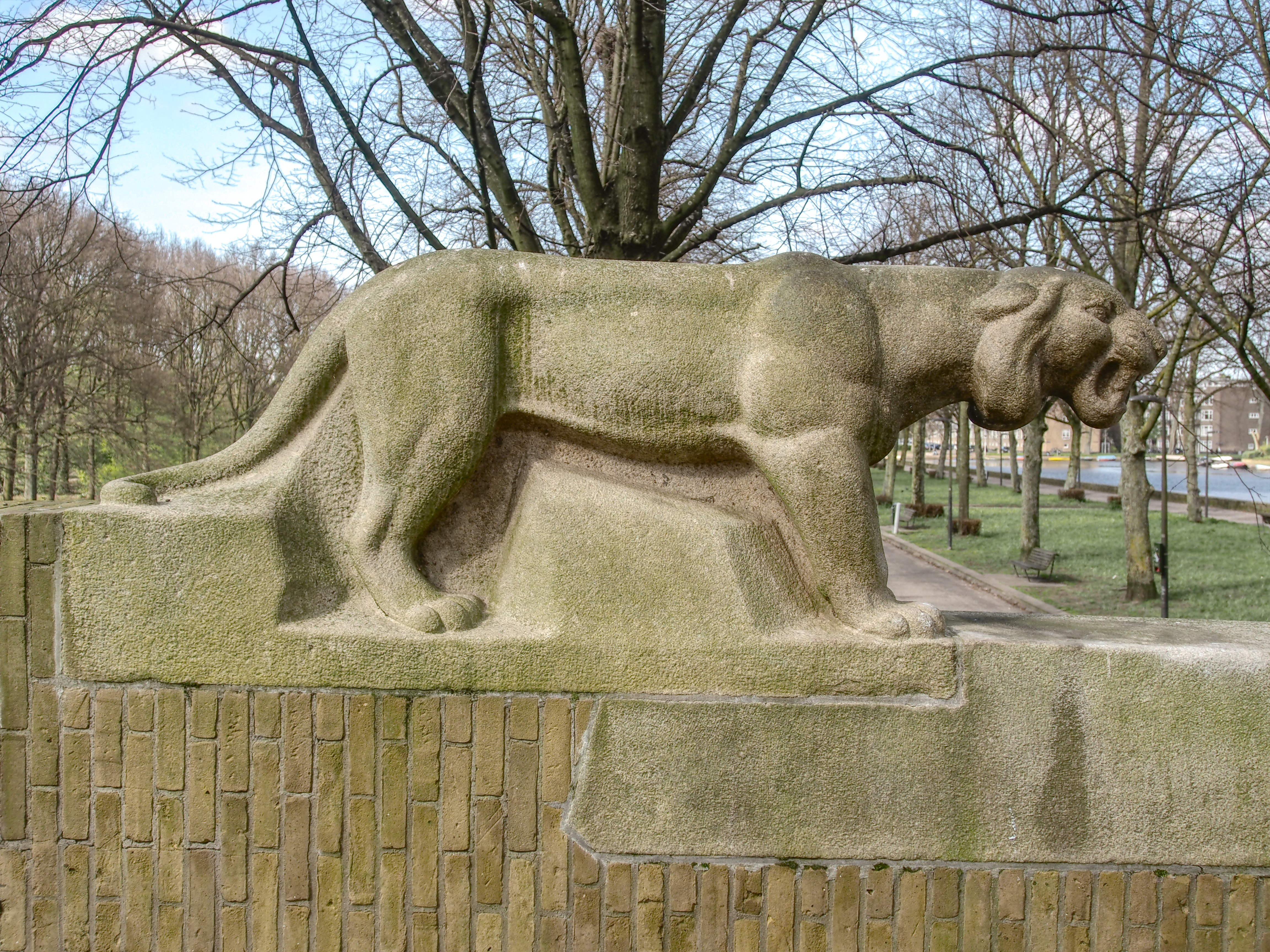
Tijger, Jan Trapman
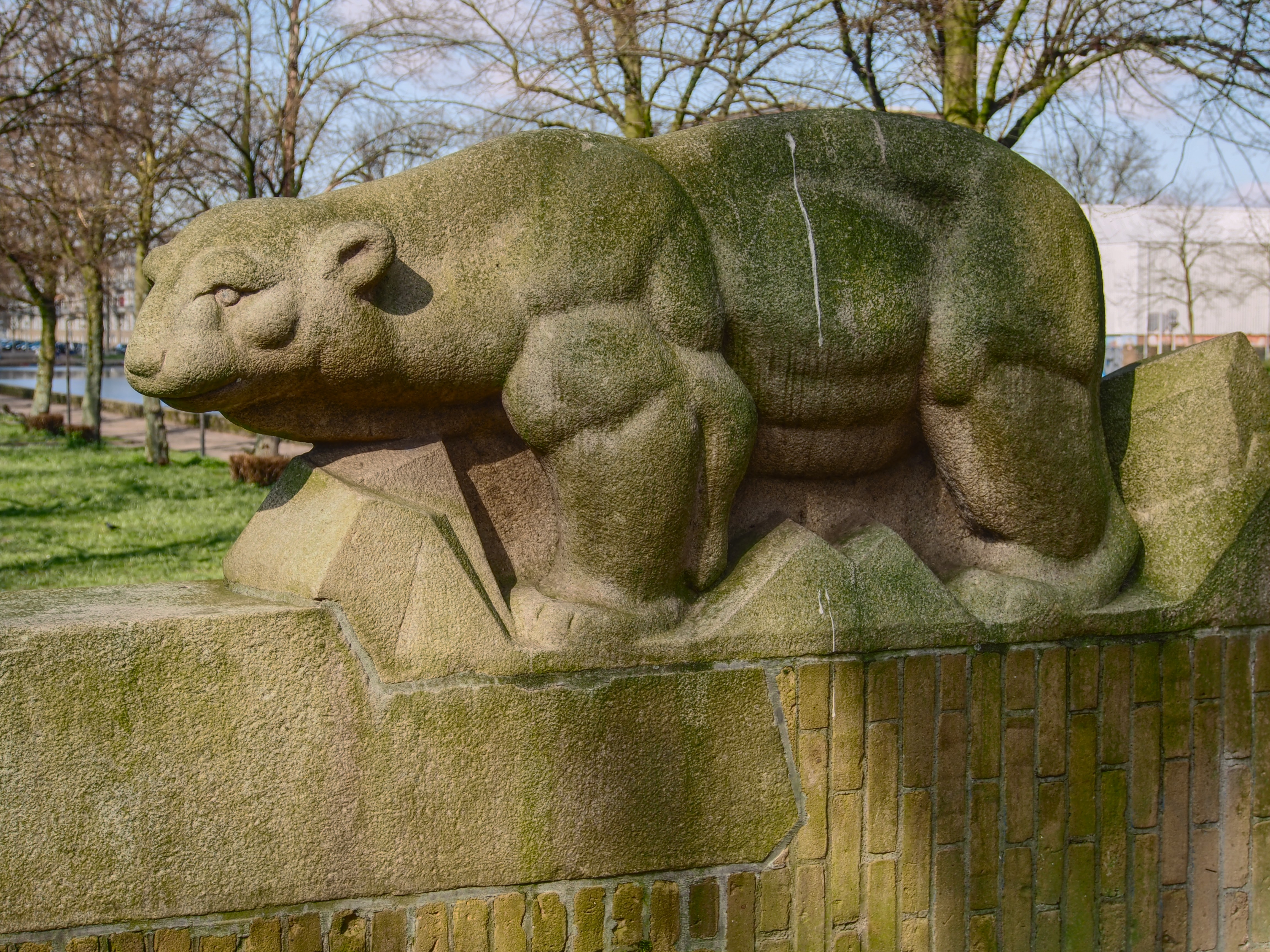
IJsbeer, Jan Trapman
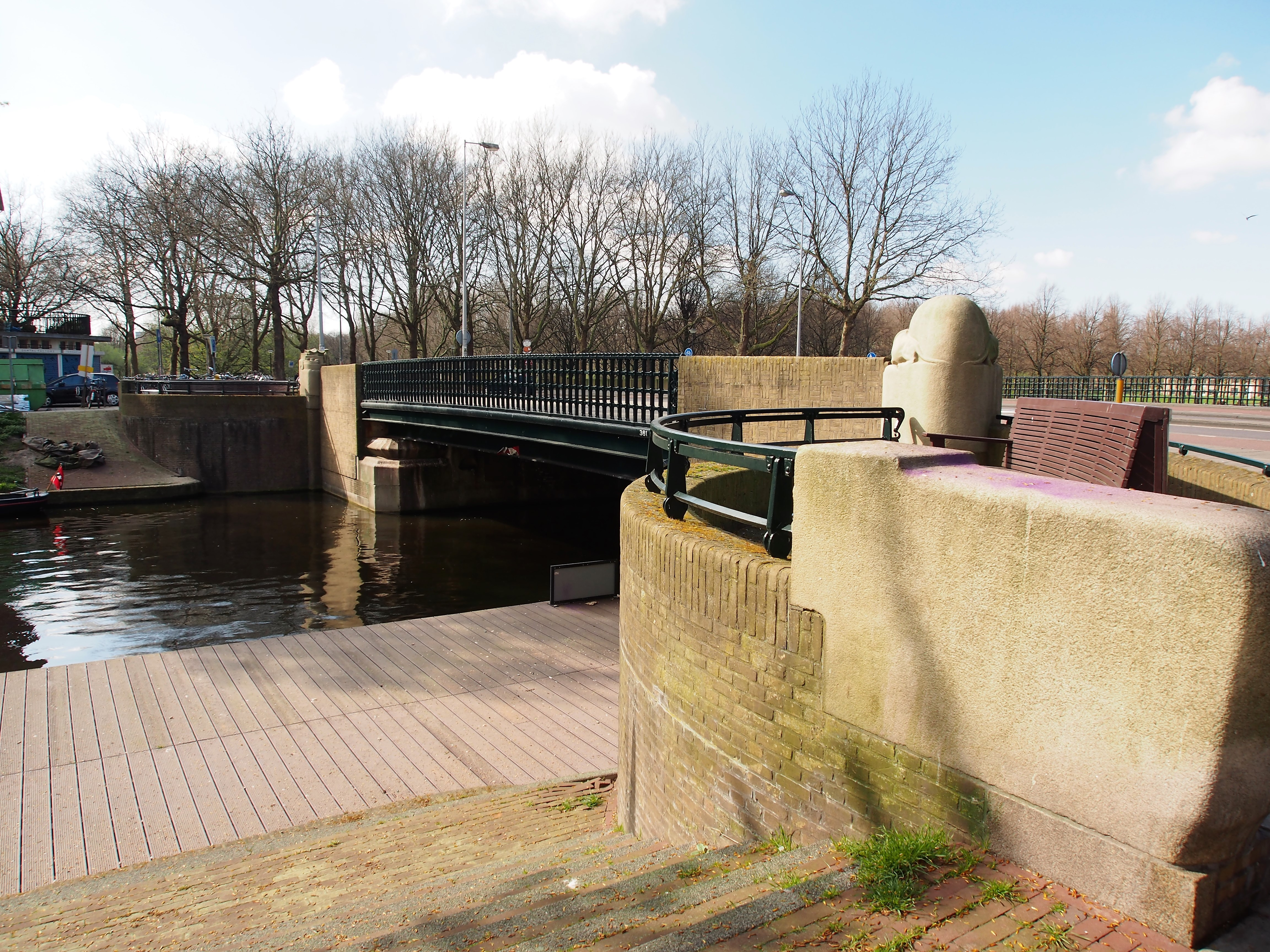
Zitjes aan de zuidzijde